# Kiersztanówko
Kiersztanówko (deutsch Klein Kirsteinsdorf) ist ein Ort in der polnischen Woiwodschaft Ermland-Masuren. Er gehört zur Gmina Grunwald (Landgemeinde Grünfelde) im Powiat Ostródzki (Kreis Osterode in Ostpreußen).

## Geographische Lage
Kiersztanówko liegt im südlichen Westen der Woiwodschaft Ermland-Masuren, 17 Kilometer südöstlich der Kreisstadt Ostróda (deutsch Osterode in Ostpreußen).

## Geschichte
Klein Kirsteinsdorf war ein kleines Gut und kam 1874 als Gutsbezirk zum neu errichteten Amtsbezirk Reichenau (polnisch Rychnowo) im Kreis Osterode in Ostpreußen. Nur wenige Jahre später wurde der Ort als großes Vorwerk des Nachbarguts Groß Kirsteinsdorf (polnisch Kiersztanowo) und als dessen Wohnplatz geführt.
Als 1945 in Kriegsfolge das gesamte südliche Ostpreußen an Polen fiel, war auch Klein Kirsteinsdorf davon betroffen. Der Ort erhielt die polnische Namensform „Kiersztanówko“ und ist heute eine Ortschaft im Verbund der Gmina Grunwald (Landgemeinde Grünfelde – mit Sitz in Gierzwałd (Geierswalde)) im Powiat Ostródzki (Kreis Osterode in Ostpreußen), bis 1998 der Woiwodschaft Olsztyn, seither der Woiwodschaft Ermland-Masuren (mit Sitz in Olsztyn (Allenstein)) zugehörig.

## Kirche
Bis 1945 war Klein Kirsteinsdorf in die evangelische Kirche Groß Kirsteinsdorf (polnisch Kiersztanowo) in der Kirchenprovinz Ostpreußen der Kirche der Altpreußischen Union, außerdem in die römisch-katholische Kirche der Stadt Gilgenburg (polnisch Dąbrówno) im damaligen Bistum Ermland eingepfarrt.
Heute gehört Kiersztanówko evangelischerseits zur Kirche Olsztynek (Hohenstein i. Ostpr.), einer Filialkirche von Olsztyn (Allenstein) in der Diözese Masuren der Evangelisch-Augsburgischen Kirche in Polen, sowie katholischerseits zur St.-Peter-und-Paul-Kirche Kiersztanowo im jetzigen Erzbistum Ermland.

## Verkehr
Kiersztanówko ist über eine wenige Kilometer lange Verbindungsstraße von Rychnowo (Reichenau) aus direkt zu erreichen. Eine Bahnanbindung besteht nicht.